# 索塞斯
索塞斯，是西班牙加泰罗尼亚莱里达省的一个市镇。 总面积30平方公里，总人口1466人（2001年），人口密度49人/平方公里。